# Isaac Casaubon

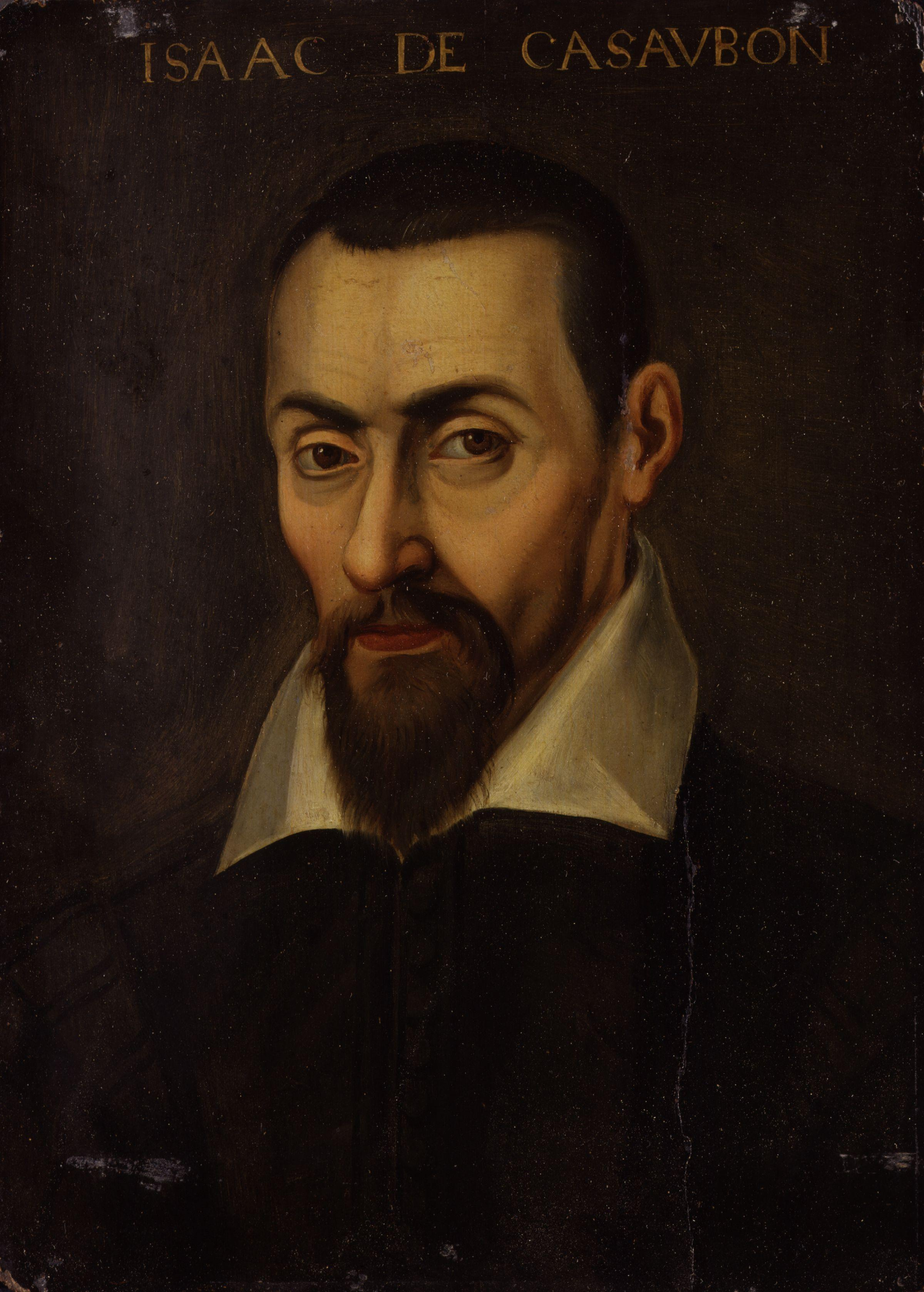
Isaac Casaubon.

Isaac Casaubon, född den 18 februari 1559 i Genève, död den 1 juli 1614 i London, var en fransk-Schweizisk klassisk filolog, far till Méric Casaubon.
Casaubon blev professor i Montpellier 1596, i Lyon 1598, i Paris 1599 och bibliotekarie hos Henrik IV 1603. År 1610 bosatte han sig i England. 
Bland Casaubons arbeten märks främst De satyrica græcorum poesi et romanorum satira (1605), samt en rad utgåvor av klassiska författare såsom Theofrastos (1592), Athenaios (1598), Aulus Persius Flaccus 1605, Polybios (1609) med flera.